# Barbara Bonney
Barbara Bonney (Montclair, Nueva Jersey, 14 de abril de 1956) es una destacada soprano estadounidense de notable actuación en obras de Mozart y Richard Strauss.
Estudió piano y Chelo (instrumento) cuando se mudó a Maine, donde estudió en la University of New Hampshire y luego en Salzburgo, donde decidió ser cantante, tiene un timbre de voz de Soprano soubrette. Estudió en el Mozarteum y debutó en 1979 en Darmstadt. 
Ha cantado en Covent Garden, La Scala, Viena, Aix, Múnich, Glyndebourne, Edimburgo y en el Festival de Salzburgo, con gran éxito.
Participó en una de las más exquisitas interpretaciones de El caballero de la rosa de su generación, junto a Anne Sofie von Otter, bajo la dirección de Carlos Kleiber.
Debutó en 1988 en el Metropolitan Opera de New York como una de las ninfas en Ariadne auf Naxos de Richard Strauss junto a Jessye Norman, James King, Kathleen Battle y Tatiana Troyanos, dirigida por James Levine. Actúa en teatro hasta la temporada 2001 en Figaro, Arabella, El caballero de la rosa y otras.
Es una distinguida recitalista e intérprete en oratorios y obras vocales de Mahler, Schumann, Schubert, Mozart y de literatura romántica y nórdica. 
El compositor y director André Previn le compuso una obra, evocando su posible descendencia de William Bonney (alias Billy the Kid).
Estuvo casada con el tenor Michael Roider, el barítono sueco Hakan Hagegard y el ejecutivo Maurice Whitaker.
Es miembro de la Academia Real de Estocolmo y del Royal Academy, en Londres.
En 2006, se retiró abruptamente de la profesión, alegando razones personales; sin embargo, ha reaparecido esporádicamente en recitales.
Cantó en la banda sonora de la película Inteligencia artificial, con música de John Williams.

## Discografía de referencia
- Beethoven: Fidelio / Harnoncourt
- Brahms: Ein Deutsches Réquiem / Abbado, Berlín PO
- Fairest Isle - Purcell, Dowland, Byrd / Barbara Bonney
- Fauré: Réquiem, Songs / Ozawa, W. Jones
- Haydn: Die Schöpfung / Marriner
- Grieg: Peer Gynt Excerpts / Järvi
- Handel/Mozart: Acis & Galatea / Pinnock
- Haydn: Stabat Mater / Harnoncourt
- Humperdinck: Hänsel Und Gretel / Sir Colin Davis
- Humperdinck: Hänsel Und Gretel / Tate
- Schubert: Lieder / Barbara Bonney, Geoffrey Parsons
- Mahler: Des Knaben Wunderhorn / Chailly
- Mahler: Symphony No 4; Berg: 7 Early Songs / Chailly
- Mendelssohn: Elijah / Shaw
- Mendelssohn: Lieder / Barbara Bonney, Geoffrey Parsons
- Mozart: Così Fan Tutte / Harding
- Mozart: Die Zauberflöte / Östman
- Mozart: Don Giovanni / Harnoncourt
- Mozart: La Clemenza Di Tito / Hogwood
- Mozart: La Clemenza Di Tito / Harnoncourt
- Mozart: Lieder / Barbara Bonney, Geoffrey Parsons
- Mozart: Missa Solemnis, Exsultate, jubilate / Harnoncourt
- Orff: Carmina Burana / Previn
- Pergolesi: Stabat Máter, Salve Regina / Christophe Rousset,Et Al
- Purcell: King Arthur / Harnoncourt, Bonney, Et Al
- Purcell: The Fairy Queen / Harnoncourt, Bonney, Et Al
- Robert & Clara Schumann: Lieder / Bonney, Ashkenazy
- Sallie Chisum Remembers Billy The Kid / Bonney, Previn
- Schumann: Das Paradies Und Die Peri / John Eliot Gardiner
- Strauss: Der Rosenkavalier / Solti, Te Kanaw
- Strauss: Der Rosenkavalier / Kleiber, Lott, Von Otter
- Strauss: Four Last Songs, 15 Lieder / Bonney, Martineau